# 稲荷森稲荷神社
稲荷森稲荷神社（とうかもりいなりじんじゃ、いなりもりいなりじんじゃ）は、東京都世田谷区の神社。

## 歴史
創建年代は不明である。ただ境内に残されている庚申塔に「延宝（1673年 - 1681年）」の銘が入っていること、1953年（昭和28年）まで当社の隣に湧水池があり、当地では貴重な水源だったことから、当地に人が定住するようになってから創建したものと推測される。静御前が参詣したという伝説も残されている。
かつては当地を「菅刈庄」と呼んでいたことから、「菅刈社」という名称であった。戦前までは鎮守の森で鬱蒼としており、「稲荷森（とうかんもり）」と呼ばれていた。これが当社の名称の由来である。
明治末期の神社合祀政策により、廃社の危機に陥ったが、氏子たちの反対運動によりそのまま存続することになった。

## 交通アクセス
- 千歳船橋駅より徒歩3分。